# Zona-tampão

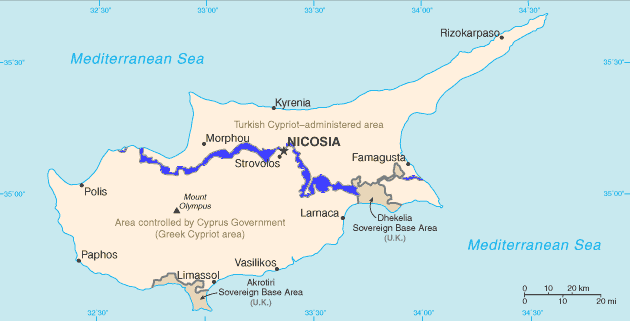
Mapa da zona-tampão de Chipre.

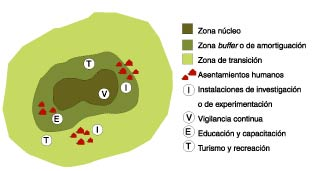
Exemplo de área protegida circundada por duas camadas de zonas-tampão.

No contexto conservacionista ou militar, zona-tampão ou zona de amortecimento (do inglês, buffer zone) corresponde a uma faixa de terra que separa duas entidades geográficas, biogeográficas ou políticas diferentes. 
No planejamento territorial e ambiental, pode ser uma zona com restrição de usos, a exemplo de um cinturão verde que limita a expansão urbana, protegendo áreas de matas. Já no contexto das políticas públicas de conservação da natureza, diversas modalidades de áreas protegidas podem contar com outros tipos de áreas protegidas adjacentes, cobrindo total ou parcialmente seu entorno e servindo como de faixas de transição. 
Sua existência pode ter motivos políticos (prevenção da violência entre duas zonas ou dois estados, cujas relações sejam potencialmente conflituosas), conservacionistas, urbanísticos (separação de zonas residenciais e zonas de atividade industrial, proteção da população contra riscos naturais, tais como enchentes e deslizamentos de terras, zonas ou faixas non ædificandi). A zona-tampão pode ter caráter temporário (como, por exemplo, um cordão sanitário) ou permanente (o chamado Corredor Philadelphi, por exemplo).
Em geopolítica uma  zona tampão pode, por exemplo, ser uma zona desmilitarizada, uma no man's land ou outro tipo de zona de fronteira, como ocorre em Chipre.